# Sieghart von Arnim
Sieghart Dietlof Graf von Arnim (auch: Sieghart Graf von Arnim-Boitzenburg; * 16. September 1928 in Arnimshain, heute Buchenhain, Ortsteil der Gemeinde Boitzenburger Land; † 23. Oktober 2020 in Hannover) war ein deutscher Manager und Sachbuchautor.
Er wirkte am Wiederaufbau und der internationalen Expansion der Firma E. Merck, der er von 1950 bis 1990 angehörte, mit. Zuletzt bekleidete er als persönlich haftender Gesellschafter die Position des stellvertretenden Vorsitzenden der Geschäftsleitung.

## Leben

### Herkunft und Jugend
Sieghart Graf von Arnim entstammt dem Haus Boitzenburg des brandenburgischen Adelsgeschlechts von Arnim. Er kam am 16. September 1928 als jüngster Sohn von Joachim Dietlof von Arnim-Boitzenburg (1898–1972), dem letzten Besitzer von Boitzenburg, und dessen Frau Luise Freiin von Loën (1894–1975) in Arnimshain in der Uckermark zur Welt, wo er auf dem großen Besitz der Familie aufwuchs. Als Jugendlicher wurde er in der Endphase des Zweiten Weltkriegs noch zum Volkssturm einberufen.
1945 wurde die Familie im Zuge der so genannten „Bodenreform“ des kommunistischen Regimes entschädigungslos enteignet und vertrieben. Als Heimatvertriebene begannen die Familienmitglieder ein neues Leben in Westdeutschland. Sieghart von Arnim absolvierte nach kurzer Tätigkeit in der Land- und Forstwirtschaft eine kaufmännische Lehre.

### Karriere in der chemisch-pharmazeutischen Industrie
Im Jahr 1950 trat Graf von Arnim in das Chemie- und Pharma-Unternehmen E. Merck, Darmstadt, ein. Dort begann er 1951 seine Laufbahn mit einem mehrjährigen Aufenthalt in Indien. Denn für das Unternehmen ging es seinerzeit neben dem Wiederaufbau vor allem darum, die alten Verbindungen zu den Auslandsmärkten wiederherzustellen. Daran sowie an der ab den 1960er Jahren verstärkten Internationalisierung der Firma wirkte Sieghart von Arnim mit. Auf zahlreichen Auslandsreisen besuchte er häufig Asien und Lateinamerika. In den 1980er Jahren rückten hingegen die USA und Japan neben den europäischen Ländern in den Vordergrund. Graf von Arnim bekleidete zuletzt als persönlich haftender Gesellschafter die Position des stellvertretenden Vorsitzenden der Geschäftsleitung von E. Merck. 1990 wurde er pensioniert. Seine Erlebnisse und Erfahrungen hielt er in der Autobiografie In vierzig Jahren um die Welt. Unterwegs in vier Kontinenten im Dienst der chemisch-pharmazeutischen Industrie (2003) fest.

### Als Autor und Familienforscher

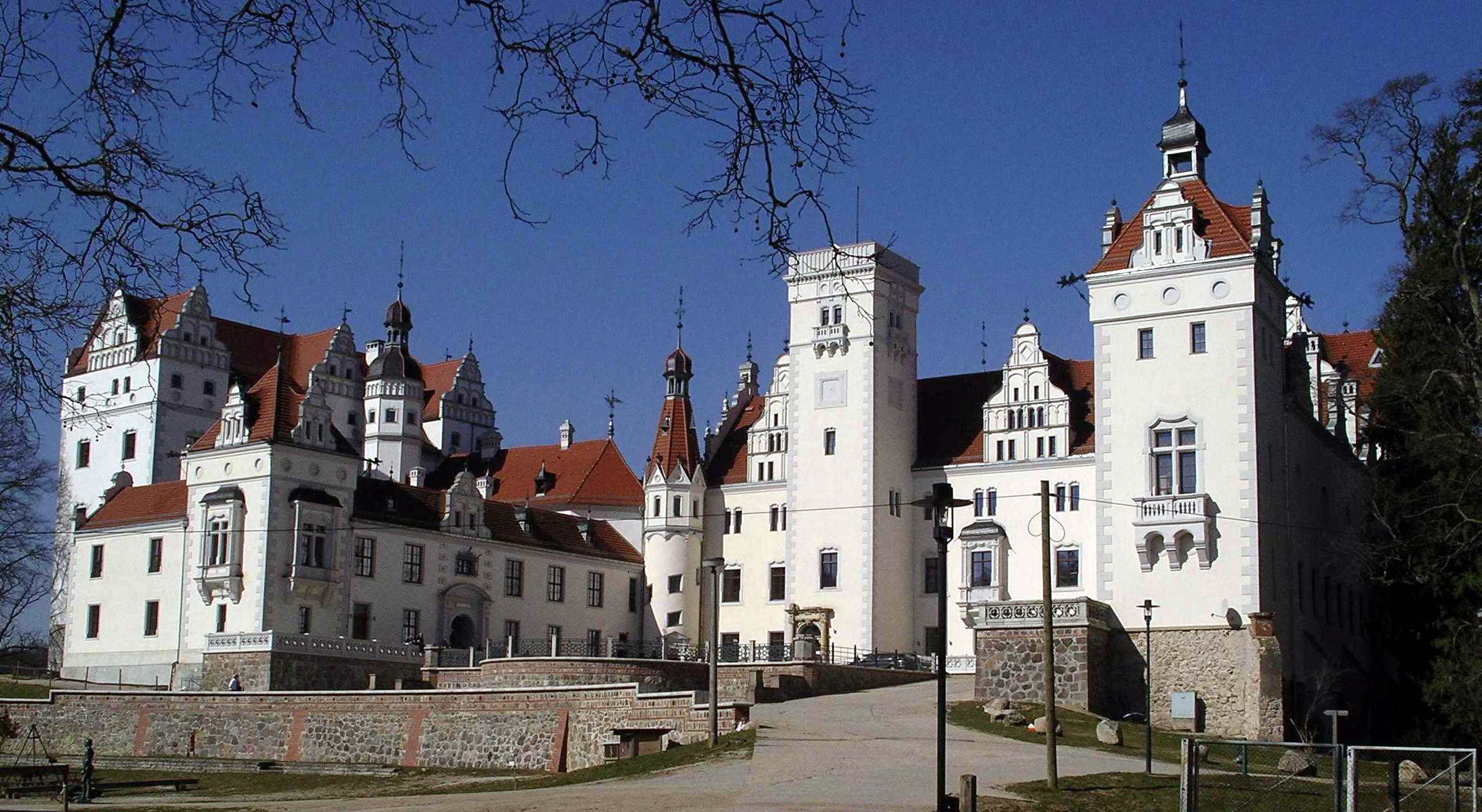
Über Schloss Boitzenburg und dessen Geschichte hat Sieghart Graf von Arnim mehrere Veröffentlichungen vorgelegt.

Im Ruhestand begann Sieghart Graf von Arnim damit, die Geschichte seiner Familie näher zu erforschen und verfasste dazu, aber auch zu anderen Themen, eine Reihe von Büchern und Aufsätzen. So hat er über Schloss Boitzenburg, das jahrhundertelang Stammsitz der Familie gewesen war, und dessen Geschichte mehrere Veröffentlichungen vorgelegt. Für die Reihe Aus dem Deutschen Adelsarchiv steuerte er die umfangreichen Biografien seiner Vorfahren Dietlof Graf von Arnim-Boitzenburg (1998) und Friedrich Wilhelm Graf von Arnim (2005) bei.

### Familie und Privatleben
Am 28. September 1957 heiratete Sieghart Graf von Arnim in Isernhagen-Süd Gisela von Bernuth (* 28. Mai 1935 in Kröchlendorff). Aus der Ehe gingen drei Söhne hervor, u. a. der Unternehmer Andreas Graf von Arnim.

## Schriften
- Boitzenburg. Ein Wirtschaftsbetrieb mit sozialem Netz und kultureller Tradition, s. l. 1998. DNB 964075741; 2. Auflage, C. A. Starke, Limburg (Lahn) 2015. ISBN 978-3-7980-0586-0.
- Dietlof Graf von Arnim-Boitzenburg. Ein preußischer Landedelmann und seine Welt im Umbruch von Staat und Kirche, Aus dem Deutschen Adelsarchiv (Band 13), C. A. Starke, Limburg (Lahn) 1998. ISBN 3-7980-0685-7.
- In vierzig Jahren um die Welt. Unterwegs in vier Kontinenten im Dienst der chemisch-pharmazeutischen Industrie, Hameln 2003. ISBN 3-8271-9046-0.
- Friedrich Wilhelm Graf von Arnim (1739–1801). Zwischen Tradition und Fortschritt in Gartenbau und Forstwirtschaft, Aus dem Deutschen Adelsarchiv (Neue Folge, Band 8), Limburg (Lahn) 2005. ISBN 3-7980-0608-3.
- Georg Dietloff von Arnim, (1679–1753), C. A. Starke, Limburg (Lahn) 2013. ISBN 978-3-7980-0585-3
- als Mitverfasser: Brandenburgische Dorfkirchen und ihre Hüter, München, Berlin, London und New York 2008. ISBN 978-3-7913-4005-0.

Außerdem gehört er zu den Autoren des Buches Burgen, Schlösser, Gutshäuser in Brandenburg und Berlin (1996) und des von Albrecht Milnik herausgegebenen Biografien-Bandes Im Dienst am Wald. Lebenswege und Leistungen brandenburgischer Forstleute (2006).